# Strada nazionale 7 (Marocco)

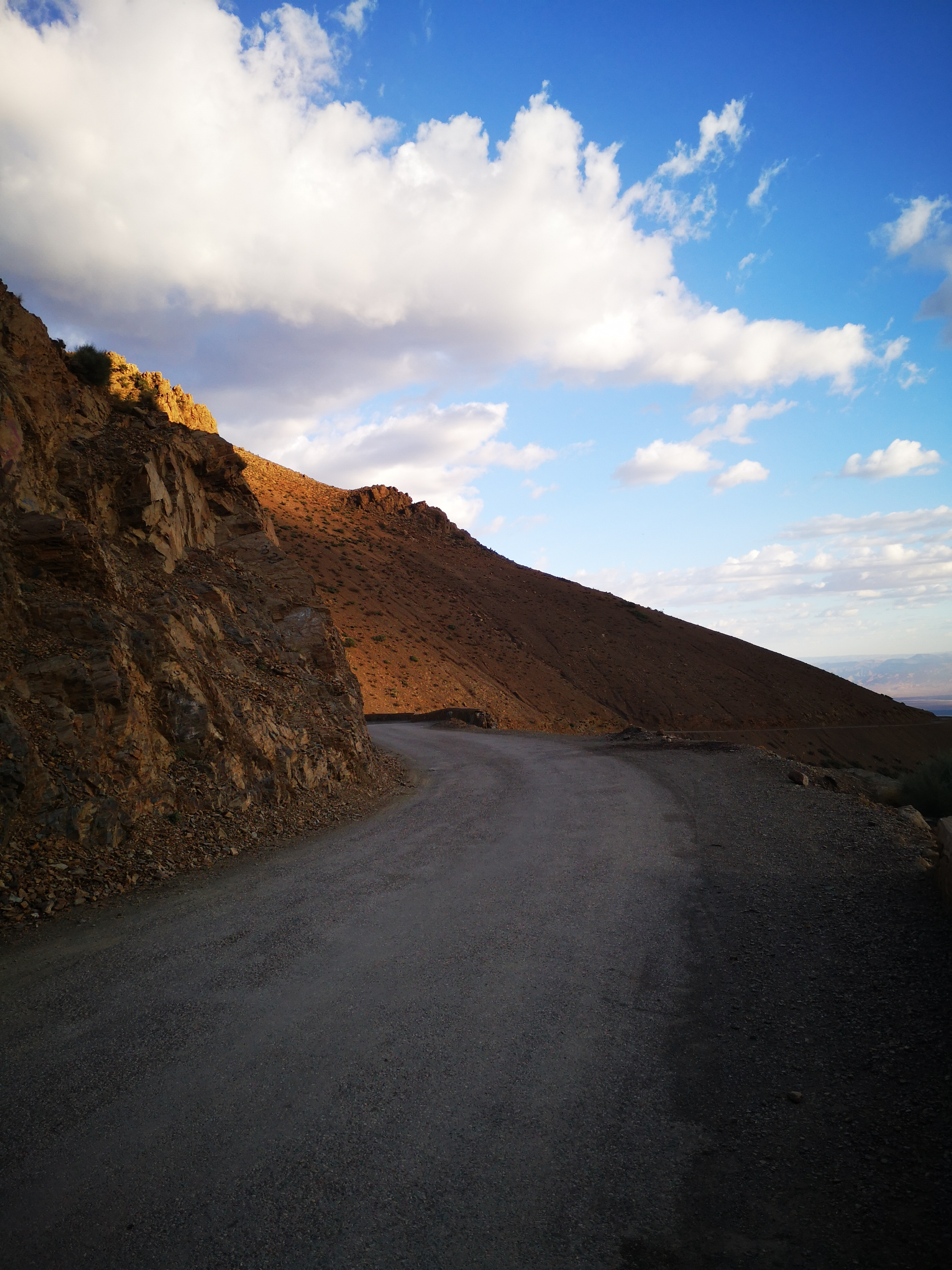
La N 7

La strada nazionale 7 (N 7) in Marocco è una strada che collega Sidi Smaïl a Marrakech.